# Sergei Wladimirowitsch Bodrow

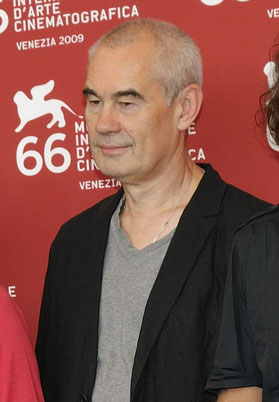
Sergei Wladimirowitsch Bodrow

Sergei Wladimirowitsch Bodrow (russisch Сергей Владимирович Бодров; * 26. Juni 1948 in Chabarowsk) ist ein russischer Filmregisseur, Drehbuchautor und Produzent. Seine Werke wurden mehrfach als beste fremdsprachige Filme für den Oscar benannt.

## Werdegang
Er war zunächst Journalist, arbeitete für das sowjetische Satiremagazin Krokodil. 1974 schloss er ein Studium an der Moskauer Filmhochschule ab, wurde Drehbuchautor. Er schrieb rund 30 Drehbücher, vor allem Komödien. 1984 entstand sein erster Spielfilm. In dem Road Movie Neprofessionaly (dt. Die Nichtprofessionellen, 1985) über eine russische Rockband verwendete er eine Menge Beatles-Musik, ohne dafür Tantiemen zu zahlen.
International bekannt wurde er durch gesellschaftskritische Filme wie Freiheit ist ein Paradies (S.E.R. – Swoboda eto rai, 1989), für den ihm bei der Berlinale 1990 der Wolfgang-Staudte-Preis verliehen wurde, und Gefangen im Kaukasus (Kawkasski plennik, 1996). Letzterer wurde 1996 in Berlin mit dem Europäischen Filmpreis Felix für das beste Drehbuch ausgezeichnet, erhielt den Kristallglobus des Internationalen Filmfestivals von Karlovy Vary, den FIPRESCI-Preis der Internationalen Filmfestspiele von Cannes und 1997 den wichtigsten russischen Filmpreis, Nika. Zudem wurde er als bester fremdsprachiger Film für den Golden Globe Award und den Oscar nominiert. 2008 wurde er für seinen Film Der Mongole erneut für einen Oscar nominiert. Die Arbeiten an der Fortsetzung, des ursprünglich als Triloge geplanten Konzeptes, wurden im November 2010 ohne Aussicht auf Wiederaufnahme eingestellt.
2009 wurde Bodrow in die Jury der 66. Filmfestspiele von Venedig berufen. Im Jahr 2012 wurde er für den Fantasy-Film Seventh Son verpflichtet, der auf dem Bestseller The Spook's Apprentice von Joseph Delaney beruht.
Sergei Bodrow ist zudem Schriftsteller, verfasst Erzählungen und Feuilletons. 1991 wurde in Frankreich sein Buch Freiheit ist ein Paradies verlegt.
Bodrows wiederkehrende Themen sind die in Russland wichtigen Fragen von Freiheit, Freundschaft und Verrat. Immer wieder geht es um einzelne, die in bedrückendsten Lebensverhältnissen eine Perspektive für ihr Leben suchen.
Bodrow ist seit 1990 in dritter Ehe mit der US-amerikanischen Fotografin Carolyn Cavallero verheiratet, die als Co-Autorin an den Drehbüchern für drei seiner Filme mitgewirkt hat. Seither pendelt er zwischen Moskau und seinem Zweitwohnsitz in Venice Beach, Kalifornien. Aus seiner ersten Ehe mit Walentina Bodrowa, Geschichtsdozentin an der Lomonossow-Universität Moskau hatte Bodrow einen Sohn (* 1971), den Filmschauspieler und Regisseur Sergei Sergejewitsch Bodrow. Dieser wurde am 20. September 2002 bei einem Lawinenunglück im Kaukasus getötet. Aus der zweiten Ehe mit der kasachischen Künstlerin und Kunstwissenschaftlerin Aischan Bekkulowa hat Bodrow eine Tochter.

## Filmografie (Auswahl)
- 1984: Das Mädchen Sjurik (Sladki sok wnutri trawy)
- 1989: Freiheit ist ein Paradies (S.E.R. – Swoboda eto rai)
- 1992: Ich wollte Engel sehen (Ja chotela uwidet angelow)
- 1996: Gefangen im Kaukasus (Kawkasski plennik)
- 2000: Luckys große Abenteuer (Running Free)
- 2001: The Quickie
- 2002: Der Kuss des Bären (Bear’s Kiss)
- 2005: Nomad – Fürst der Steppe (Köshpendiler)
- 2007: Der Mongole (Mongol)
- 2009: 42 One Dream Rush
- 2014: Seventh Son
- 2016: In the Same Garden
- 2020: AK-47 – Kalaschnikow
- 2022: Land of Legends (Drehbuch)

## Werke
- Serguei Bodrov: Liberté = paradis: Roman. Actes Sud, Arles 1991, ISBN 2-86869-742-9

## Belege
1. ↑  Mongol: The Rise of Genghis Khan (2007) – Trivia, Internet Movie Database, abgerufen am 7. Januar 2012

| Personendaten    | Personendaten                                         |
| ---------------- | ----------------------------------------------------- |
| NAME             | Bodrow, Sergei Wladimirowitsch                        |
| ALTERNATIVNAMEN  | Бодров, Сергей Владимирович (russisch)                |
| KURZBESCHREIBUNG | russischer Filmregisseur, Drehbuchautor und Produzent |
| GEBURTSDATUM     | 26. Juni 1948                                         |
| GEBURTSORT       | Chabarowsk                                            |